# Vanadzor
Vanadzor (in armeno Վանաձոր?) è una città dell'Armenia di circa 82 200 abitanti (stima 2016, in grosso calo rispetto ai 148 876 rilevati nel censimento del 1979), capoluogo della provincia di Loṙi in Armenia.

## Storia
Durante la dominazione turca assunse il nome di Karakilisa, che in turco vuol dire Chiesa Nera, mentre durante il periodo sovietico venne chiamata Kirovakan, in onore di Sergej Mironovič Kirov.
In seguito all'indipendenza dell'Armenia dall'Unione Sovietica nel 1991, la città venne ribattezzata, a partire dal 1992, Vanadzor, nome composto dalle parole armene, vank (armeno: վանք), "monastero, chiesa" e dzor (armeno: ձոր) "valle". Quindi, il nome della città significa "Valle del Monastero" o "Valle della Chiesa".
La città è stata interessata da un violento terremoto nel 1988 che causò gravi danni e vittime.